# Xã Springdale, Quận Cedar, Iowa
Xã Springdale (tiếng Anh: Springdale Township) là một xã thuộc quận Cedar, tiểu bang Iowa, Hoa Kỳ. Năm 2010, dân số của xã này là 3.008 người.